# Cameronella blackburni
Cameronella blackburni is een vliesvleugelig insect uit de familie Pteromalidae. De wetenschappelijke naam is voor het eerst geldig gepubliceerd in 1888 door Cameron.